# Совгіренко Андрій Вікторович
Андрій Вікторович Совгіренко (16 березня 1966 — 13 грудня 1999) — російський військовий льотчик, командир екіпажу вертольота Мі-24. Герой Російської Федерації (5 червня 2000 року), майор авіації.

## Біографія
Народився 16 березня 1966 року у Києві. Закінчив 10 класів у с. Свердловський, Щолківського району, Московської області.
У 1983 році вступив до Сизранського вищого військового авіаційного училища льотчиків, яке успішно закінчив в 1987. Службу проходив у Прикарпатському та Московському військових округах. Літав командиром на вертольоті Мі-24. У 1995 році відряджувався терміном на 5 місяців до зони Афгано-Таджицького кордону. З 1996 по 1999 роки брав участь у бойових діях проти Чеченської Республіки. Виконав 310 бойових вильотів з нальотом 1430 годин, у тому числі 180 бойових вильотів у 1999.
13 грудня 1999 року в Аргунській ущелині бойовиками залпом переносних зенітних ракетних комплексів було збито штурмовик Су-25 командира 368-го штурмового авіаційного полку полковника Сергія Борисюка. На його пошуки вилетіла група з трьох гелікоптерів, серед яких був екіпаж майора Совгіренко А. Ст. та штурмана — капітана Іванова О. О.. В Аргунській ущелині вертоліт зазнав раптового масованого зенітного вогню з землі. Екіпаж зумів прикрити своєю пошкодженою машиною вертольоти, що залишилися, і прийняв на себе весь вогонь, в результаті чого вертоліт впав на землю, а екіпаж загинув.
5 червня 2000, посмертно був нагороджений званням Героя Російської Федерації (посмертно) разом з іншими учасниками операції — капітаном авіації Івановим О. О. (посмертно), майором авіації Алімовим В. Р. та командиром групи спецназу ГРУ старшим лейтенантом Д. В. Єлістратовим.
Похований на цвинтарі села Леоніха Щолківського району Московської області. Дружина та син проживають у Сизрані.

## Пам'ять
- На могилі Героя встановлено надгробну пам'ятку
- У місті Вязьма ім'я Героя увічнено на пам'ятнику загиблим у локальних війнах
- У селищі Вязьма-Брянський Смоленської області на території окремого вертолітного полку Західного військового округу встановлено пам'ятник.